# 블랜포드과일박쥐
블랜포드과일박쥐(Sphaerias blanfordi)는 큰박쥐과에 속하는 산악 박쥐의 일종이다. 블랜포드과일박쥐속(Sphaerias)의 유일종이다. 태국 치앙마이 도이 수텝 푸이 국립공원에서 처음 기록되었다. 1977년 레카굴(Lekagul)과 맥닐리( McNeely)의 연구에 의하면, 태국과 미얀마의 국경, 인도 우타르프라데시주, 네팔 북부 지역에서 확인된다.